# Mexico International 1998
Die Mexico International 1998 im Badminton fanden vom 4. bis zum 6. Dezember 1998 statt.

## Sieger und Platzierte
| Disziplin    | Gold                              | Silber                     | Bronze                             |
| ------------ | --------------------------------- | -------------------------- | ---------------------------------- |
| Herreneinzel | Ardy Wiranata                     | Tjitte Weistra             | Pedro Yang                         |
| Herreneinzel | Ardy Wiranata                     | Tjitte Weistra             | Brian Abra                         |
| Dameneinzel  | Milaine Cloutier                  | Jody Patrick               | Nigella Saunders                   |
| Dameneinzel  | Milaine Cloutier                  | Jody Patrick               | Shackerah Cupidon                  |
| Herrendoppel | Howard Bach Mark Manha            | Ryan Miglin Ben Wu         | Brent Olynyk Marlon Samuel         |
| Herrendoppel | Howard Bach Mark Manha            | Ryan Miglin Ben Wu         | Luis Lopezllera Bernardo Monreal   |
| Damendoppel  | Milaine Cloutier Robbyn Hermitage | Cindy Arthur Jody Patrick  | Shackerah Cupidon Nigella Saunders |
| Damendoppel  | Milaine Cloutier Robbyn Hermitage | Cindy Arthur Jody Patrick  | Ximena Bellido Lorena Blanco       |
| Mixed        | Brent Olynyk Robbyn Hermitage     | Stuart Arthur Cindy Arthur | Bernardo Monreal Gabriela Melgoza  |
| Mixed        | Brent Olynyk Robbyn Hermitage     | Stuart Arthur Cindy Arthur | Mario Carulla Adrienn Kocsis       |